# Baskervilla boliviana
Baskervilla boliviana är en orkidéart som beskrevs av Tamotsu Hashimoto. Baskervilla boliviana ingår i släktet Baskervilla och familjen orkidéer.
Artens utbredningsområde är Bolivia. Inga underarter finns listade i Catalogue of Life.